# Ursula Berlinghof
Ursula Berlinghof (* 1961 in Heidelberg) ist eine deutsche Schauspielerin.

## Leben
Ursula Berlinghof absolvierte ihre Schauspielausbildung von 1980 bis Sommer 1984 an der Hochschule für Musik und Darstellende Kunst in Saarbrücken.
Im Anschluss daran hatte sie Festengagements am Schauspielhaus Kiel (1984–1990), beim Tournee-Theater Greve (Saison 1990/91), bei der Komödie Winterhuder Fährhaus (Spielzeit 1991/92), beim „Jungen Theater für Hamburg“ auf Kampnagel (1992–1994), beim Carrousel-Theater (1995), am Staatstheater Braunschweig (1997), am Staatstheater Darmstadt (1997, und erneut in der Spielzeit 2000/01) und am Stadttheater Heidelberg (1998–2000).
Seit 2002 ist Berlinghof als freischaffende Schauspielerin tätig. Sie trat in den Folgejahren an zahlreichen Münchener Bühnen (u. a. Teamtheater München, Pasinger Fabrik, Junges Schauspiel Ensemble München) sowie an verschiedenen Theatern in Bayern und im süddeutschen Raum auf.
Regelmäßig spielte sie ab 2009 am Kleinen Theater/Kammerspiele Landshut, wo sie in zahlreichen Inszenierungen zu sehen war. Sie trat dort unter anderem mit ihrem Soloprogramm Die Eisprinzessin (nach F. K. Waechter), als Stelzfuß (Pegleg) in The Black Rider, in Antigone und als Mrs. Peachum in Brecht/Weills Die Dreigroschenoper (2011–2013, Premiere: Spielzeit 2011/12) in der Regie von Sven Grunert auf. 2013 gewann sie bei den 9. Wasserburger Theatertagen den Darstellerpreis für ihre Rolle in der Landshuter Produktion Bloß a Gschicht.
Weitere Theaterengagements hatte sie am Stadttheater Landsberg (2010), beim Theater an der Rott in Eggenfelden (2014/2015) und mehrfach an der Württembergischen Landesbühne Esslingen (2016–2018). In der Spielzeit 2016/17 war sie an der Württembergischen Landesbühne Esslingen die Gymnasiallehrerin Inge Lohmark in der Bühnenfassung des Romans Der Hals der Giraffe von Judith Schalansky. In der Spielzeit 2017/18 verkörperte sie dort, an der Seite von Ernst Konarek, die weibliche Hauptrolle der Maude Gutman in dem Theaterstück Das Original von Stephen Sachs.
In der Spielzeit 2017/18 gastierte sie am Theater Kempten in der Eigenproduktion von Madame Bovary. Mit dieser Produktion geht Berlinghof nach der Wiederaufnahme in der Spielzeit 2018/19 auch auf Tournee. In der Spielzeit 2018/19 übernahm sie an der Württembergischen Landesbühne Esslingen die Rolle der Frau Brigitte in einer Neuinszenierung von Der zerbrochne Krug.
Berlinghof stand seit Anfang der 1990er Jahre auch für zahlreiche TV-Produktionen vor der Kamera, wo sie meist prägnante Nebenrollen (u. a. als Supermarktverkäuferin, Kassiererin oder Verwaltungsangestellte) verkörperte.
Zu ihren Filmarbeiten gehören Episodenrollen in SOKO 5113, Tiere bis unters Dach, ein Kurzauftritt als Lehrerin im Kinofilm Fack ju Göhte (2013) und Rollen in einigen Kurzfilmen. In der 18. Staffel der ZDF-Serie Die Rosenheim-Cops (2018) war Berlinghof in einer Episodenrolle als Haushälterin eines ermordeten Modeschöpfers zu sehen. In der 48. Staffel der ZDF-Krimiserie Der Alte (2024) übernahm sie eine Episodenrolle als tatverdächtige Bestattungsassistentin Gerda Angerer.
Berlinghof ist auch als Sprecherin für Hörspiele, Hörbücher und Videospiele tätig. Sie lebt seit 2001 mit ihrer Familie in München.

## Filmografie (Auswahl)
- 1992: Tatort: Experiment (Fernsehreihe)
- 1994: Die Stadtindianer (Fernsehserie, eine Folge)
- 1997: Für alle Fälle Stefanie: Sprung in die Kälte (Fernsehserie, eine Folge)
- 2011: Utta Danella – Liebe mit Lachfalten (Fernsehreihe)
- 2012: SOKO 5113: Hölle im Kopf (Fernsehserie, eine Folge)
- 2013: Im Schleudergang: Falco! (Fernsehserie, eine Folge)
- 2013: Polizeiruf 110: Kinderparadies (Fernsehreihe)
- 2013: Forsthaus Falkenau: Katzenjammer (Fernsehserie, eine Folge)
- 2013: Unter Verdacht: Ohne Vergebung (Fernsehreihe)
- 2013: Fack ju Göhte (Kinofilm)
- 2013: SOKO 5113: Alte Kameraden (Fernsehserie, eine Folge)
- 2014: Die Familiendetektivin: Brüderchen und Schwesterchen (Fernsehserie, eine Folge)
- 2014–2015: Tiere bis unters Dach (Fernsehserie, Serienrolle, drei Folgen)
- 2015: Das Dorf des Schweigens (Fernsehfilm)
- 2016: Ein Teil von uns (Fernsehfilm)
- 2017: Der Geschmack von Leben (Kinofilm)
- 2017: Superheroes (Kurzfilm)
- 2018: Die Rosenheim – Cops: Ein doppelter Einbruch (Fernsehserie, eine Folge)
- 2020: Annie – kopfüber ins Leben (Fernsehfilm)
- 2023: Tatort: Die Kälte der Erde (Fernsehreihe)
- 2024: Der Alte: Gestorben wird immer (Fernsehserie, eine Folge)

## Hörbücher und Hörspiele (Auszug)
- 2021: Das Ende von allem* von Katie Mack
- 2021: Frau Merian und die Wunder der Welt von Ruth Kornberger, USM Audio, München